# Olympische Sommerspiele 2012/Teilnehmer (Britische Jungferninseln)
| Gelbes Symbol für Goldmedaillen mit stilisierten Olympischen Ringen | Graues Symbol für Silbermedaillen mit stilisierten Olympischen Ringen | Braundes Symbol für Bronzemedaillen mit stilisierten Olympischen Ringen |
| ------------------------------------------------------------------- | --------------------------------------------------------------------- | ----------------------------------------------------------------------- |
| —                                                                   | —                                                                     | —                                                                       |

Die Britischen Jungferninseln nahmen in London an den Olympischen Spielen 2012 teil. Es war die insgesamt achte Teilnahme an Olympischen Sommerspielen. Das British Virgin Islands Olympic Committee nominierte zwei Athleten in einer Sportart.
Fahnenträgerin bei der Eröffnungsfeier war die Leichtathletin Tahesia Harrigan.

## Teilnehmer nach Sportarten

### Leichtathletik
| Athleten         | Wettbewerb | Vorlauf                   | Vorlauf | Halbfinale    | Halbfinale    | Finale        | Finale        | Rang |
| Athleten         | Wettbewerb | Zeit                      | Rang    | Zeit          | Rang          | Zeit          | Rang          | Rang |
| ---------------- | ---------- | ------------------------- | ------- | ------------- | ------------- | ------------- | ------------- | ---- |
| Frauen           |            |                           |         |               |               |               |               |      |
| Tahesia Harrigan | 100 m      | 11,59 s                   | 44      | ausgeschieden | ausgeschieden | ausgeschieden | ausgeschieden | 44   |
| Männer           |            |                           |         |               |               |               |               |      |
| J’maal Alexander | 100 m      | Preliminary Round 10,92 s | 4       | ausgeschieden | ausgeschieden | ausgeschieden | ausgeschieden | –    |